# Boosaaso

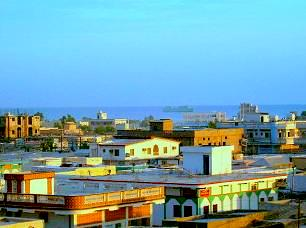
Widok na miasto

Boosaaso (som. Boosaaso; arab. بوساسو, Būsāsū / Bandar Kasim, 
Bandar Qāsim; ang. Bosaso) – miasto w północnej Somalii, w regionie Puntland. Położone na południowych brzegach Zatoki Adeńskiej, pełni rolę głównego portu kraju. Jest administracyjną i ekonomiczną stolicą regionu Bari. Liczbę mieszkańców ocenia się na 433 471.

## Miasta partnerskie
- Doha
- Minneapolis